# Friedrich Daniel von Recklinghausen
Friedrich Daniel von Recklinghausen (Gütersloh, 2 december 1833 - Straatsburg, 26 augustus 1910) was een Duits patholoog. Hij was de vader van fysioloog Heinrich von Recklinghausen (1867-1942). 
Recklinghausen werd geboren in Gütersloh, Duitsland, in 1833. Hij was de zoon van Friedrich Christoph von Recklinghausen en Friederike Charlotte Zumwinkel. Zijn vader was een basisschoolleraar en een koster. Zijn moeder stierf kort na zijn geboorte in 1833. De Recklinghausens waren een patriciërsfamilie die meerdere raadsleden en burgemeesters in hun functie plaatste. Hij ging naar de lagere school waar zijn vader lesgaf in Gütersloh. Daarna ging hij naar de middelbare school in Ratsgymnasium in Bielefeld.
Vanaf 1852 studeerde Recklinghausen geneeskunde aan de universiteiten van Bonn, Würzburg en Berlijn, en promoveerde in 1855 aan deze laatste instelling. Daarna studeerde hij pathologische anatomie bij Rudolf Virchow, de grondlegger van de moderne pathologie, en promoveerde hij met Virchow als zijn promotor. Vervolgens ondernam hij een educatieve reis naar Wenen, Rome en Parijs. Van 1858 tot 1864 was Recklinghausen assistent aan het Pathologisch Instituut in Berlijn. In 1864 werd hij hoogleraar pathologische anatomie aan Königsberg voordat hij zes maanden later naar Würzburg verhuisde. Hij bleef professor in Würzburg tot 1872, toen hij werd benoemd tot hoogleraar Algemene Pathologie en Pathologische Anatomie in Straatsburg, wat hij bleef tot 1906. Als emeritus hoogleraar bleef hij lesgeven en onderzoek doen tot aan zijn dood in 1910.

## Königsberg
Op 32-jarige leeftijd was Recklinghausen al hoogleraar Pathologische Anatomie. In 1865 werd hij verkozen als hoofd Pathologische Anatomie aan de Albertus Universiteit van Königsberg. Het thema van zijn inaugurele rede was "De corporibus liberis articulorum" ("Over de losse delen van de gewrichten"). In zijn korte tijd op Königsberg ontmoette hij zijn toekomstige vrouw Marie Jacobson (1846-1918), dochter van de joodse arts Jacob Jacobson uit Braunsberg in Oost-Pruisen. In 1867 werd de eerste van zijn vijf kinderen geboren. Zijn zoon Heinrich Jacob von Recklinghausen verwierf later naam als arts, bloeddrukonderzoeker en filosoof.

## Straatsburg
Op 20 april 1872 verhuisde Recklinghausen naar de opnieuw opgerichte Kaiser-Wilhelm-universiteit in Straatsburg in het keizerlijke land Elzas-Lotharingen. Gedurende Recklinghausens tijd aan de universiteit bekleedde hij meerdere posities, waaronder decaan van de medische faculteit in 1875-1876 en in 1897, evenals rector van de universiteit voor het academische jaar 1883-1884. In zijn rectoraatsrede ging hij in op de medische leer: Over de historische ontwikkeling van de medische opleiding, haar randvoorwaarden en haar taak.  Tijdens zijn tijd in Straatsburg hielp hij een aantal belangrijke mensen voor de school te rekruteren, zoals de anatoom Wilhelm von Waldeyer-Hartz (1836-1921). Bovendien was Recklinghausen in 1884 een van de oprichters van de Duitse Vereniging voor Pathologie. Na zijn pensionering in 1906 werkte hij nog aan een uitgebreide monografie over rachitis en osteomalacie, die in het jaar van zijn overlijden werd voltooid. Hij ligt naast zijn vrouw begraven op de begraafplaats Saint Louis in Robertsau. De grafsteen draagt het opschrift:
PROFESSOR OF PATHOLOGICAL ANATOMY, AS
RESEARCHER AS WELL AS TEACHER PROVEN,
ESTABLISHED AND OBLIGATORY – A WHOLE MAN

## Bijdragen
In 1855 schreef Recklinghausen zijn eerste proefschrift De pyaemiae theoriis, over verschillende theorieën over pyemie.
In 1882 bracht hij een monografie uit waarin eerdere literatuur van 33 jaar eerder door Robert William Smith werd beoordeeld, twee nieuwe gevallen werden toegevoegd en de tumoren van neurofibromatose type I of NF-1 werden gekenmerkt als neurofibromen, bestaande uit een intense vermenging van zenuwcellen en fibreus weefsel. NF-1 wordt ook wel de "ziekte van Von Recklinghausen" (of - correcter - het von Recklinghausen-syndroom) genoemd.
Hij deed in 1886 verslag van spina bifida en verbeterde daarmee het werk van Fulpius uit 1641.
In 1889 bedacht hij de term "hemochromatose", en was de eerste die het verband legde tussen hemochromatose en ijzerophoping in lichaamsweefsel. Recklinghausen publiceerde zijn bevindingen in een verhandeling getiteld Hämochromatose (1889).
Terwijl Gerhard Engel voor het eerst de skeletaandoening Osteitis fibrosa cystica beschreef, was Recklinghausen in 1891 de eerste die het systematisch beschreef, en de aandoening werd bekend als "de ziekte van von Recklinghausen".
Hij wordt gecrediteerd met het opzetten van een methode voor het kleuren van lijnen van celverbindingen met zilver, een procedure die leidde tot het onderzoek van Julius Friedrich Cohnheim naar migratie en ontsteking van leukocyten. In een monografie die in 1910 postuum werd gepubliceerd, bedacht hij de term oncosis (afgeleid van ónkos 'zwelling'). Deze term wordt soms gebruikt om ischemische celdood te beschrijven. Bovendien wordt hij gecrediteerd voor het uitvoeren van belangrijke onderzoeken naar het hart en de bloedsomloop.

## Geschreven werken
- Die Lymphgefässe und ihre Beziehung zum Bindegewebe [ De lymfevaten en hun betekenis in bindweefsel ] (1862). Hier onderzocht hij het gebruik van zilver om de verbinding van cellen te laten zien en hoe de bindweefsels communiceren via lymfevaten.[9]
- Ueber Eiter- und Bindegewebskörperchen in Virchow's Archiv für pathologische Anatomie und Physiologie, und für klinische Medicin, Berlin, [Over pus en bindweefsellichaampjes in Virchow's Archive of Pathological Anatomy and Physiology, and of Clinical Medicine] (1863), 28: 157- 197. Hier beschreef Recklinghausen granulaire cellen in het mesenterium van de kikker, later door Paul Ehrlich (1854-1915) "mestcellen" genoemd. Dankzij het geschreven werk van Recklinghausen over leukocyten kon Cohnheim zijn studie beginnen over de bijzonderheden van de migratie en ontsteking van leukocyten.
- Über die multiplen Fibrome der Haut und ihre Beziehung zu den multiplen Neuromen. Festschrift voor Rudolf Virchow. [Over meervoudige cutane fibromen en hun relatie tot meervoudige neuromen] Berlin, (1882). (verhandeling over de ziekte van Recklinghausen). Over de meervoudige vleesbomen van de huid en hun relatie tot de meervoudige neuromen.[5]
- Handbuch der allgemeinen Pathologie des Kresilaufes und der Ernährung. In Theodor Billroth en Georg Albert Lücke, uitgevers: Deutsche Chirurgie, Lfg. 2, 3, Stuttgart, (1883). Handboek algemene pathologie van kanker en voeding.
- Hämochromatose. Tageblatt der Naturforschenden Versammlung (1889), Heidelberg, 1890: 324.
- Über Akromegalie. Virchow's Archiv für pathologische Anatomie und Physiologie und für klinische Medicin, Berlijn, (1890), 119: 36.
- Demonstration von Knochen mit Tumor bildender Ostitis deformans. Tageblatt der Naturforschenden Versamlung 1889. Heidelberg, (1890), blz. 321.
- Die fibröse oder deformirende Ostitis, die Osteomalacie und die osteoplastische Carcinose in ihren gegenseitigen Beziehungen. In: Festschrift R Virchow. Berlijn: G. Reimer, 1891.[6]